# Araç (district)
Araç is een Turks district in de provincie Kastamonu en telt 18.863 inwoners (2018). Het district heeft een oppervlakte van 1641,6 km². Hoofdplaats is Araç.
De bevolkingsontwikkeling van het district is weergegeven in onderstaande tabel.
| Jaartal | totaal | man    | vrouw  |
| ------- | ------ | ------ | ------ |
| 2018    | 18.863 | 9.306  | 9.557  |
| 2017    | 18.402 | 9.073  | 9.329  |
| 2016    | 18.631 | 9.160  | 9.471  |
| 2015    | 18.861 | 9.302  | 9.559  |
| 2014    | 19.038 | 9.365  | 9.673  |
| 2013    | 19.214 | 9.472  | 9.742  |
| 2012    | 19.337 | 9.494  | 9.843  |
| 2011    | 19.639 | 9.608  | 10.031 |
| 2010    | 20.002 | 9.789  | 10.213 |
| 2009    | 20.201 | 9.894  | 10.307 |
| 2008    | 20.598 | 10.110 | 10.488 |
| 2007    | 21.054 | 10.459 | 10.595 |

Centrale districtsplaats (İlçe Merkezi): Araç
Dorpen (Köyler):
Ahatlar · Akgeçit · Akincilar · Aksu · Aktaş · Alakaya · Alinören · Aşaği İkizören · Aşağiçobanözü · Aşağiilipinar · Aşağioba · Aşağiyazi · Avlacik · Avlağiçayiri · Bahçecik · Balçikhisar · Başköy · Bektüre · Belen · Belkavak  · Buğdam · Celepler · Cevizlik · Çalköy · 
Çamalti · Çavuşköy · Çaykaşi · Çerçiler · Çöplüce · Çubukludere · Çukurpelit · Damla · Değirmençay · Dereçati · Deretepe · Doğanca · Doğanpinar · Doruk · Ekinözü · Erekli · Eskiiğdir · Findikli · Gemi · Gergen · Gökçeçat · Gökçesu · Gölcük · Gülükler · Güzlük · Haliloba · Hanözü  · Hatipköy · Huruçören · İğdir · İğdirkişla · İhsanli · Karacalar · Karacik · Karakaya · Karcilar · Kavacik · Kavakköy · Kayabaşi · Kayaboğazi · Kayaören · Kemerler · Kişlaköy · Kiyan · Kiyidibi · Kizilören · Kizilsaray · Kirazli · Kovanli · Köklüdere · Köklüyurt · Köseköy · Muratli · Müslimler · Okçular · Okluk · Olucak · Oycali · Ömersin · Özbel · Palazlar · Pelitören · Pinarören · Recepbey · Saltuklu · Samatlar-Bucak Merkezi · Sarihaci · Sarpun · Serdar · Siragömü · Sofçular · Susuz-Bucak Merkezi · Sümenler · Şehrimanlar · Şenyurt · Şiringüney · Taşpinar · Tatlica · Tavşanli · Tellikoz · Terke · Tokatli · Toygaören · Tuzakli · Uğruköy · Üçpinar · Yenice · Yeşilova · Yukari İkizören · Yukariçobanözü · Yukarigüney · Yukariilipinar · Yukarioba · Yukariyazi · Yurttepe